# RTS Racing Team
RTS Racing Team (Kod UCI: RTS) – tajpejska zawodowa grupa kolarska założona w 2002 roku. W latach 2005–2018 należała do dywizji UCI Continental Teams.

## Nazwa grupy w poszczególnych latach
| lata      | nazwa                  |
| --------- | ---------------------- |
| 2002–2010 | Giant Asia Racing      |
| 2011      | Giant Kenda            |
| 2012–2013 | RTS Racing Team        |
| 2013–2016 | RTS-Santic Racing Team |
| 2016–2017 | RTS-Monton Racing      |
| od 2018   | RTS Racing Team        |

## Sezony

### 2018

#### Skład
| Skład drużyny 2018    | Skład drużyny 2018   | Skład drużyny 2018 | Skład drużyny 2018             |
| Imię i nazwisko       | Data urodzenia       | Państwo            | Poprzednia grupa               |
| --------------------- | -------------------- | ------------------ | ------------------------------ |
| Tegshbayar Batsaikhan | 1 czerwca 1998       | Mongolia           |                                |
| Chen Chien-chou       | 2 grudnia 1997       | Republika Chińska  | Attaque Team Gusto (2017)      |
| Chin Chao Kai         | 15 lipca 1993        | Chińskie Tajpej    | Attaque Team Gusto (2015)      |
| Ruslan Karimov        | 22 maja 1986         | Uzbekistan         | RTS-Monton Racing (2018)       |
| Ołeksij Kasjanow      | 22 lutego 1992       | Ukraina            | Yunnan Lvshan Landscape (2017) |
| Muradjan Xalmuratov   | 11 czerwca 1982      | Uzbekistan         |                                |
| Sultanmurat Miraliyev | 13 października 1990 | Kazachstan         | Astana City (2016)             |
| Jambaljamts Sainbayar | 4 września 1996      | Mongolia           | RTS-Monton Racing (2018)       |
| Alaksiej Sznyrko      | 12 maja 1994         | Białoruś           | RTS-Monton Racing (2018)       |
| Artem Tesler          | 12 października 1988 | Ukraina            |                                |
| Tuulchangain Tögöldör | 17 czerwca 1985      | Mongolia           |                                |
|                       |                      |                    |                                |
| Źródło: UCI           |                      |                    |                                |

Przypis: Tegshbayar Batsaikhan

## Skład 2018
| Imię i nazwisko       | Data urodzenia            | Narodowość      |
| --------------------- | ------------------------- | --------------- |
| Tegshbayar Batsaikhan | 1 czerwca 1998(dts)       | Mongolia        |
| Chen Chien Chou       | 2 grudnia 1997(dts)       | Chińskie Tajpej |
| Chin Chao Kai         | 15 lipca 1993(dts)        | Chińskie Tajpej |
| Tom Fitzpatrick       | 16 listopada 1992(dts)    | Wielka Brytania |
| Muradżan Halmuratow   | 11 czerwca 1982(dts)      | Uzbekistan      |
| Rusłan Karimow        | 22 maja 1986(dts)         | Uzbekistan      |
| Ołeksij Kasjanow      | 22 lutego 1992(dts)       | Ukraina         |
| Li Kuan Hsien         | 19 lipca 1994(dts)        | Chińskie Tajpej |
| Li Chi Chin           | 4 grudnia 1998(dts)       | Chińskie Tajpej |
| Liao Ja Wei           | 27 października 1997(dts) | Chińskie Tajpej |
| Liu Jia Liang         | 23 września 1994(dts)     | Chińskie Tajpej |
| Sułtanmurat Miralijew | 13 października 1990(dts) | Kazachstan      |
| Jambaljamts Sainbayar | 4 września 1996(dts)      | Mongolia        |
| Alaksiej Sznyrko      | 12 maja 1994(dts)         | Białoruś        |
| Tang Han Huang        | 6 stycznia 1999(dts)      | Chińskie Tajpej |
| Artiom Tesler         | 12 października 1988(dts) | Ukraina         |
| Tuulchangain Tögöldör | 17 czerwca 1985(dts)      | Mongolia        |
| Wang Chia Hao         | 24 lipca 1999(dts)        | Chińskie Tajpej |
| Wen Hai Tao           | 4 maja 1997(dts)          | Chińskie Tajpej |
| Wu Yi Chang           | 19 marca 1996(dts)        | Chińskie Tajpej |